# Apple (singolo)
Apple è un singolo della cantante britannica Charli XCX, pubblicato il 2 agosto 2024 come terzo estratto dal sesto album in studio Brat. Alla 67ª edizione dei Grammy Awards il brano è stato candidato nella categoria alla miglior interpretazione pop solista.

## Tracce
Testi e musiche di Charlotte Aitchison, Alexander Guy Cook, George Daniel, Linus Wiklund, Noonie Bao.
1. Apple – 2:31

## Classifiche
| Classifica (2024) | Posizione massima |
| ----------------- | ----------------- |
| Australia         | 18                |
| Austria           | 74                |
| Canada            | 37                |
| Filippine         | 86                |
| Grecia            | 50                |
| Irlanda           | 9                 |
| Lituania          | 47                |
| Nuova Zelanda     | 22                |
| Paesi Bassi       | 90                |
| Regno Unito       | 8                 |
| Stati Uniti       | 51                |
| Svezia            | 75                |
| Svizzera          | 93                |